# Ligações Perigosas
Ligações Perigosas est une mini-série brésilienne produite et diffusée par Rede Globo du 4 au 15 janvier 2016, en 10 épisodes,. Inspiré du classique de la littérature française Les Liaisons dangereuses de Pierre Choderlos de Laclos, il a été écrit par Manuela Dias, avec la collaboration de Maria Helena Nascimento et Walter Daguerre, sous la direction d'un texte de Duca Rachid, dirigé par João Paulo Jabur , Vinícius Coimbra et Denise Saraceni, les deux derniers étant directeurs artistiques.
Il mettait en vedette Patricia Pillar , Marjorie Estiano , Selton Mello , Yanna Lavigne , Renato Góes , Jesuita Barbosa , Aracy Balabanian et Alice Wegmann dans les rôles principaux.

## Synopsis
Dans un environnement luxueux et sophistiqué, Isabel et Augusto jouent à des jeux de séduction sans aucun engagement. Riches, élégants et amoraux, ils impliquent d'autres personnes dans leurs jeux de plaisir pour prouver qu'ils ne sont pas aussi influençables ou jetables que les autres. Ils rivalisent également pour voir qui a le plus de succès dans l'art de la séduction. Jusqu'à ce qu'un élément inattendu vienne perturber leur couple : du haut de leur arrogance, aucun ne peut imaginer que l'amour les affectera tous les deux de manière irréversible

## Distribution

### Acteurs principaux
- Patrícia Pillar : Isabel D'Ávila de Alencar[4]
- Selton Mello : Augusto de Valmont[4]
- Marjorie Estiano : Mariana de Santanna[4]
- Alice Wegmann : Cecília Mata Medeiros[4]
- Jesuíta Barbosa : Felipe Labarte[5]
- Leopoldo Pacheco : Heitor Damasceno[4]
- Lavínia Pannunzio : Iolanda Mata Medeiros[6]
- Aracy Balabanian : Consuelo[7]
- Danilo Grangheia : Otávio Lemo[5]
- Renato Góes : Vicente[8]
- Yanna Lavigne : Júlia[9]
- Alice Assef : Vitória[5]
- Mario Borges : Padre Anselmo[5]
- Camila Amado : Madre Antônia[5]
- Ary Coslov : José Alves
- Darwin del Fabro : Collete D'or (Astolfo Lemos)[5]
- Keli Freitas : Emília[10]
- Hanna Romanazzi : Sofia[5]
- Eunice Bráulio : Dos Anjos
- Vera Maria Monteiro : Adelaide

### Invités
- Isabella Santoni : Isabel D'Ávila de Alencar (jovem)[11]
- Ghilherme Lobo : Augusto de Valmont (jovem) [12]
- Mário José Paz : Marquês D'Ávila de Alencar[13]

## Production
Pour définir l'histoire se déroulant en 1928 dans la fiction Vila Nova, située sur la côte de São Paulo, des scènes ont été tournées à Puerto Madryn en Patagonie argentine et à Concepción del Uruguay , où le palais de Santa Cândida a servi de lieu à la maison d'Aracy. Le personnage de Balabanian,.
À Rio de Janeiro, la forteresse Santa Cruz da Barra a été utilisée comme emplacement pour le couvent où vivaient Cecília (Alice Wegmann) et Sofia (Hanna Romanazzi), en plus du théâtre municipal , du palais São Clemente et du Palacete Modesto Leal.  La mini - série a été entièrement enregistrée et post - produite en utilisant la technologie 4K 